# La Chapelle-des-Fougeretz
Chapelle-des-Fougeretz (bret. Chapel-Felgeriz) – miejscowość i gmina we Francji, w regionie Bretania, w departamencie Ille-et-Vilaine.
Według danych na rok 1990 gminę zamieszkiwały 2513 osoby, a gęstość zaludnienia wynosiła 289 osób/km² (wśród 1269 gmin Bretanii Chapelle-des-Fougeretz plasuje się na 232 miejscu pod względem liczby ludności, natomiast pod względem powierzchni na miejscu 882).